# Phước Tân Hưng
Phước Tân Hưng là một xã thuộc huyện Châu Thành, tỉnh Long An, Việt Nam.

## Địa lý
Xã Phước Tân Hưng có vị trí địa lý:
- Phía đông giáp huyện Tân Trụ và sông Vàm Cỏ Tây
- Phía tây giáp xã Hiệp Thạnh và thị trấn Tầm Vu
- Phía nam giáp xã Thanh Phú Long
- Phía bắc giáp xã Phú Ngãi Trị.

Xã có diện tích 13,77 km², dân số năm 2023 là 8384 người, mật độ dân số đạt 612 người/km².

## Hành chính
Xã Phước Tân Hưng được chia thành 6 ấp: 1, 2, 4, 5, 7, 8.

## Lịch sử
Ngày 18 tháng 7 năm 2019, HĐND tỉnh Long An ban hành Nghị quyết số 43/NQ-HĐND về việc sáp nhập Ấp 6 vào Ấp 8.